# エレオノーレ・フォン・エスターライヒ (1582-1620)
エレオノーレ・フォン・エスターライヒ（Eleonore von Österreich, 1582年9月25日 - 1620年1月28日）は、オーストリア大公家の大公女（Erzherzogin）。神聖ローマ皇帝フェルディナント2世の妹。

## 生涯
内オーストリア大公カール（2世）とその妻でバイエルン公アルブレヒト5世の娘であるマリア・アンナの間の第9子、六女として生まれた。両親は実の叔父と姪の間柄だった。カール大公夫妻の娘たちには、ハプスブルク家の成員に特徴的な突出した下唇（Habsburger Unterlippe）の相貌が顕著に現れた。エレオノーレは気まぐれだが優れた知性の持ち主だった。また幼い頃に天然痘を患った影響で極端な虚弱体質だった。
エレオノーレは姉グレゴリアおよび妹マルガレーテとともに、同族で年齢の近いスペインのアストゥリアス公フェリペ（後のフェリペ3世）の花嫁候補となった。姉妹たちの肖像画がマドリード宮廷に送られたが、エレオノーレは一度として有力な候補者とは見なされなかった。フェリペは最初にグレゴリアと婚約したが死別し、1599年にマルガレーテと結婚した。次に提案された何人かのイタリアの諸侯との縁談も成立しなかった。
1607年、不幸な結婚が破綻して実家に戻ってきていた姉のマリア・クリスティーナとともに、伯母マグダレーナが開いたハル女子修道院（Haller Damenstift）に入った。虚弱体質は昔のままで、晩年には失明した。1620年に死去し、ハルのイエズス教会（Jesuitenkirche）に葬られた。